# Werner Kaessmann
Werner Kaessmann, född den 12 juli 1947 i Unna, Tyskland, är en västtysk landhockeyspelare.
Han tog OS-guld i herrarnas landhockeyturnering i samband med de olympiska sommarspelen 1972 i München.